# كفر سليمان الور
كفر سليمان الور إحدى قرى مركز شبين القناطر التابع لمحافظة القليوبية بجمهورية مصر العربية.

## السكان
بلغ عدد سكان كفر سليمان الور 4,319 نسمة، حسب الإحصاء الرسمي لعام 2006.